# Evaristo Martín Freire
Evaristo Martín Freire (Piedrabuena (Ciudad Real, 29 de juny de 1904 - Madrid, 17 d'agost de 1972) va ser un polític espanyol, president de diputació i governador civil durant el franquisme.

## Trajectòria
Nasqué en una família d'alcaldes i grans propietaris agrícoles i ramaders. Es va llicenciar en farmàcia a la Universitat Central de Madrid el 1919, doctorant-se al mateix centre el 1926. A la seva tornada a Ciudad Real, va adquirir una farmàcia que era el centre de la vida política de la ciutat.
El 1931 començà a militar al Partit Agrari, que després formaria part de la CEDA. El cop d'estat del 18 de juliol de 1936 el va sorprendre de vacances a Portugal, i les seves propietats a Ciudad Real foren expropiades per les autoritats republicanes. Aleshores es va allistar voluntari a l'exèrcit de Francisco Franco i en acabar la guerra civil espanyola havia assolit el grau de capità. Es fa afiliar a FE de las JONS i de febrer de 1940 a juliol de 1941 en fou cap provincial a Ciudad Real. El gener de 1943 fou nomenat president de la Diputació de Ciudad Real i procurador en Corts el 1946. Va mantenir ambdós càrrecs fins a desembre de 1951. Deixà el càrrec quan fou nomenat governador civil de la província de Las Palmas. Durant el seu mandat va tenir enfrontaments amb les autoritats dels cabildos. El 1954 deixà el càrrec quan fou nomenat governador civil de la província d'Alacant. Durant el seu mandat va mantenir males relacions amb l'oligarquia alacantina. Va ocupar el càrrec fins 1958, quan fou nomenat governador civil de la província de La Corunya. Durant els vuit anys que es va mantenir en aquest càrrec va promoure la concentració parcel·lària i va instal·lar a La Corunya la refineria de Petronor (actual Repsol). Deixà el càrrec el 1966, quan l'aleshores ministre d'informació Manuel Fraga Iribarne el va nomenar Secretari General de la Junta d'Informació i Turisme i Educació Popular. En febrer de 1972, ja substituït Fraga per Alfredo Sánchez Bella, va presentar la seva dimissió. Va morir a Madrid el 17 d'agost de 1972.